# Barriereinsel

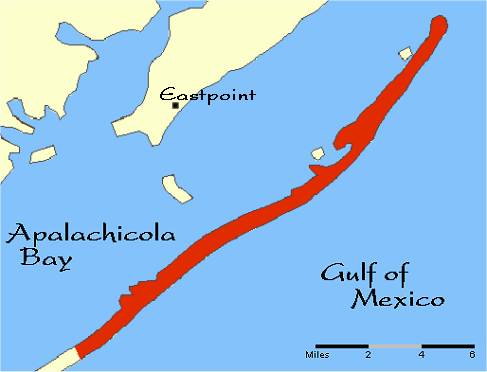
St. George Island, Karte

Barriereinseln sind dem Festland vorgelagerte Inseln, die einen Teil des Meeres vom offenen Meer abtrennen. Sie liegen parallel zur Küste und haben eine längliche, schmale Form. Zur See hin formen oft Dünen die Oberfläche, zur Landseite sind sie flach. Entstanden sind sie durch Ablagerungen von Wellen, Strömungen und Wind. Ihre Entstehung erfordert ein flaches Küstenvorfeld, einen ausreichend großen Sedimentvorrat und einen schwachen bis mäßigen Tidenhub. Ist der Tidenhub zu schwach, entstehen Nehrungen, ist der Tidenhub höher als vier Meter, entstehen Sandbänke.
Beispiele für Barriereinseln sind die West- und Ostfriesischen Inseln, die Outer Banks vor North Carolina an der amerikanischen Ostküste oder Virginia Key, Key Biscayne, Miami Beach oder St. George Island vor den Küsten Floridas.